# Roupala loranthoides
Roupala loranthoides är en tvåhjärtbladig växtart som beskrevs av Meissn.. Roupala loranthoides ingår i släktet Roupala och familjen Proteaceae. Inga underarter finns listade i Catalogue of Life.